# Evoluzione Politica
Evoluzione Politica (in spagnolo Evolución Política), noto anche in spagnolo con la sua abbreviazione Evópoli, è un partito politico cileno di centro-destra, fondato nel 2012. Il partito si definisce una piattaforma liberale per le persone che cercano un "centro-destra moderno che proponga come asse centrale del suo programma l'apprezzamento della diversità, l'enfasi sull'incoraggiamento delle comunità locali e il perseguimento della giustizia sociale".
Sociologi come Stéphanie Alenda hanno definito Evópoli un partito postmaterialista, secondo le categorie del sociologo Seymour Martin Lipset.

## Storia
Felipe Kast, Luciano Cruz-Coke, Harald Beyer e Juan Sebastián Montes hanno fondato il movimento il 12 dicembre 2012.
Evópoli ha accettato di partecipare alle elezioni primarie di Rinnovamento Nazionale nel 2013. Dei tre candidati presentati alle primarie, Eduardo Cuevas è stato il vincitore nel distretto 19 (Independencia e Recoleta). Evópoli ha partecipato alle elezioni parlamentari con cinque candidati al parlamento, tra cui Cuevas (distretto 19) e Felipe Kast (distretto 22). Non si è però concretizzata la candidatura senatoriale di Luciano Cruz-Coke per la Regione di Antofagasta, in quanto il Partito Socialista ha contestato la sua candidatura alla Corte Elettorale (Tricel), ritenendo che fosse applicabile la restrizione ai ministri dello Stato, i quali sono tenuti a dimettersi almeno un anno prima che possano diventare candidati parlamentari. Il 12 settembre il Tricel ha revocato la candidatura di Cruz-Coke.
Per le elezioni presidenziali di quell'anno, Evópoli ha sostenuto la candidata dell'Alleanza per il Cile, Evelyn Matthei. Kast si è unita al suo comando nel secondo round. Alle elezioni parlamentari del 2013 Felipe Kast è stato eletto deputato del distretto 22 (Santiago).
Il 18 dicembre dello stesso anno, 150 consiglieri si sono uniti al partito, inclusi i ministri Pedro Pablo Errázuriz e Roberto Ampuero.
Il 12 aprile 2014 il Consiglio Generale di Evópoli ha annunciato la decisione di voler diventare un partito politico. Nella stessa occasione è stata eletta presidente María Francisca Correa; Luciano Cruz-Coke, Pedro Pablo Errázuriz, Francisco Irarrázaval, Cecilia María Vasallo e Andrés Molina sono stati eletti vice presidenti e Jorge Saint Jean è stato nominato segretario generale. Lo statuto costitutivo del partito è stato firmato il 21 marzo 2015, rendendo così possibile l'inizio del processo di registrazione presso il Servizio elettorale del Cile.
Successivamente, in data 24 luglio 2015, è stato pubblicato in Gazzetta Ufficiale l'estratto dello statuto, aggiungendo che Evópoli rientrava nella categoria di "partito in formazione" e che avrebbe dovuto ottenere le firme notarili, raccolte in ciascuna regione, necessarie per essere formalmente registrato come partito politico secondo il diritto cileno.
Il 6 maggio 2018 Hernán Larraín Matte è stato eletto presidente del partito, in sostituzione di Francisco Undurraga. Larraín è figlio dell'attuale ministro della Giustizia Hernán Larraín e fratello del regista Pablo Larraín.
Di fronte alle "mega-elezioni" dell'aprile 2021, costituite dalle elezioni della Convenzione costituzionale cilena del 2021, dalle elezioni regionali cilene del 2021 e dalle elezioni municipali cilene del 2021, Evópoli è stato il partito che ha chiesto più prestiti dalle banche per finanziare le sue campagne. Ciò ha portato The Clinic a etichettare il partito come "il preferito delle banche".

## Ideologia
Evópoli è un partito di centro-destra che mostra una varietà di tendenze liberali, tra cui il liberalismo classico, il liberalismo sociale, e il liberalismo conservatore.
È a favore del matrimonio tra persone dello stesso sesso, a differenza di altri partiti all'interno della coalizione Chile Vamos.

## Candidati presidenziali
Di seguito è riportato un elenco dei candidati presidenziali supportati da Evoluzione Politica. (Informazioni raccolte dall'Archivio delle elezioni cilene).
- Primarie 2017: Felipe Kast (perso)
- 2017: Sebastián Piñera Echenique (vinto)
- Primarie 2021: Ignacio Briones (perso)
- 2021: Sebastián Sichel (perso)

## Risultati elettorali

### Senato
| Anno | # di voti complessivi | % di voti complessivi | # di seggi complessivi vinti | +/– |
| ---- | --------------------- | --------------------- | ---------------------------- | --- |
| 2017 | 67 801                | 4,07                  | 2 / 43                       | 2   |
| 2021 | 368 024               | 7,90                  | 3 / 43                       | 1   |

### Camera dei Deputati
| Anno | # di voti complessivi | % di voti complessivi | # di seggi complessivi vinti | +/– |
| ---- | --------------------- | --------------------- | ---------------------------- | --- |
| 2017 | 255 221               | 4,26                  | 6 / 155                      | 5   |
| 2021 | 221 284               | 3,50                  | 4 / 155                      | 2   |